# Kaijū Sōshingeki
Kaijū Sōshingeki (怪獣総進撃, lit.Avenç monstre total) és una pel·lícula japonesa Kaiju del 1968 dirigida per Ishirō Honda, amb efectes especials d'Eiji Tsuburaya. a pel·lícula, que va ser produïda i distribuïda per Toho Co., Ltd, és la novena pel·lícula de la franquícia Godzilla, i compta amb onze personatges monstres, inclosos Godzilla, Mothra, Rodan, rei Ghidorah, Anguirus i Minilla. La pel·lícula és protagonitzada per Akira Kubo, Jun Tazaki, Yukiko Kobayashi i Yoshio Tsuchiya.
A la pel·lícula, els humans han aconseguit la pau mundial l'any 1999, i diversos monstres gegants estan confinats a una zona coneguda com a Monsterland. Els monstres són alliberats de l'àrea i són controlat per la ment per aliens coneguts com a Kilaaks, que els envien a atacar les principals ciutats. Quan els monstres s'alliberen de la influència dels Kilaak, els extraterrestres envien el rei Ghidorah per desafiar els altres monstres.
Kaijū Sōshingeki es va estrenar al Japó l'1 d'agost de 1968. La pel·lícula va ser estrenada per American International Pictures amb un doblatge en anglès als Estats Units el 23 de maig de 1969. Les crítiques americanes contemporànies eren mixtes, amb elogis principalment per a la batalla climàtica dels monstres. Retrospectivament, la pel·lícula ha rebut més elogis i es considera una de les preferides entre els fans de Godzilla per la seva "història audaç i senzilla", "seqüències d'acció innovadores", i una "boom memorable" banda sonora d'Akira Ifukube.
Va ser doblada en valencià i emesa per Canal Nou.

## Trama
A finals del segle XX (1999 al doblatge), tots els kaiju de la Terra van ser recollits pel Comitè de Ciència de les Nacions Unides i confinats a una zona coneguda com a Mosterland, situada a les cadena d'illes Ogasawara. Sota l'illa es construeix un centre de control especial per assegurar-se que els monstres es mantenen segurs i servir com a centre d'investigació per estudiar-los.
Quan les comunicacions amb Monster Island es tallen sobtadament i misteriosament, i tots els monstres comencen a atacar capitals mundials, el doctor Yoshida de l'UNSC ordena al capità Yamabe i a la tripulació de la seva nau espacial, Moonlight SY-3, que investiguin Ogasawara. Allà, descobreixen que els científics, liderats pel Dr. Otani, s'han convertit en esclaus controlats per la ment d'una raça alienígena femenina que s'identifiquen com les Kilaaks, que revelen que tenen el control dels monstres. La seva líder exigeix que la raça humana es rendeixi o s'enfronti a l'aniquilació total.
Godzilla ataca Nova York, Rodan envaeix Moscou, Mothra destrueix Beijing, Gorosaurus destrueix París (encara que és acreditat Baragon per la seva destrucció), i Manda ataca Londres. Aquests atacs es van posar en marxa per allunyar l'atenció del Japó, de manera que els extraterrestres poguessin establir una fortalesa subterrània prop del mont Fuji al Japó. Aleshores, els Kilaak giren el seu següent atac important a Tòquio i, sense oposició seriosa, es tornen arrogants en els seus objectius fins que l'UNSC descobreix, després de recuperar els dispositius de control mental dels Kilaaks sobre els mostres d'arreu del món, que han passat a transmetre els senyals de control des de la seva base sota la superfície de la Lluna. En una batalla desesperada, la tripulació del SY-3 destrueix el lloc avançat lunar dels Kilaak i retorna el sistema de control alienígena a la Terra.
Amb tots els monstres sota el control de l'UNSC, els Kilaak criden al rei Ghidorah. El drac espacial de tres caps és enviat per protegir la fortalesa alienígena del mont Fuji, i lluita contra Godzilla, Minilla, Mothra, Rodan, Gorosaurus, Anguirus i Kumonga. Tot i que sembla invencible, el rei Ghidorah finalment és dominat per la força combinada dels monstres de la Terra i és assassinat. Negant-se a admetre la derrota, les Kilaak produeixen el seu as, un monstre ardent que anomenen el Drac de Foc, que comença a incendiar Tòquio i destrueix el centre de control d'Ogasawara. De sobte, Godzilla ataca i destrueix la base subterrània de les Kilaak, revelant que els monstres de la Terra saben instintivament qui són els seus enemics. El capità Yamabe persegueix el Drac de Foc al SY-3 i aconsegueix la victòria per a la raça humana. Es revela que el Drac de Foc és un plat Kilaak en flames i és destruït. Amb les Kilaaks derrotades, Godzilla i els altres monstres finalment tornen a Monster Island per viure en pau.

## Repartiment
- Akira Kubo com el capità Katsuo Yamabe
- Jun Tazaki com el Dr. Yoshido
- Yukiko Kobayashi com a Kyoko Manabe
- Yoshio Tsuchiya com el Dr. Otani
- Andrew Hughes com el Dr. Stevenson
- Kyoko Ai|ja (愛京子) com la reina dels Kilaak
- Kenji Sahara com a Nishikawa, comandant de la base lunar
- Chotaro Togin com a astronauta Ogata del Moonlight SY-3
- Seishiro Kuno com a astronauta Tani del Moonlight SY-3
- Wataru Omae com a astronauta Arima del Moonlight SY-3
- Yasuhiko Saijō com a astronauta Fujita del Moonlight SY-3
- Naoya Kusakawa com a astronauta del Moonlight SY-3
- Yoshibumi Tajima com el general Sugiyama Tada
- Kazuo Suzukia com a personal controlat de Monsterland
- Toru Ibuki com a Tetsuo Ise, personal controlat de Monsterland
- Susumu Kurobe com a Shin Kuroiwa, personal controlat de Monsterland
- Minoru Ito com a Minoru Kudo, personal controlat de Monsterland
- Nadao Kirino, Yutaka Oka, Kamayuki Tsubono com a Força Especials de Policia
- Ikio Sawamura com a granger amb roques
- Haruo Nakajima com a Godzilla, Baragon i assessor militar[2]
- Hiroshi Sekita com a Anguirus, Gorosaurus i Doctor a Hospital[2]
- Merchant the Dwarf com a Minilla[2]
- Teruoshi Nigaki com a Rodan[2]
- Susumu Utsumi com a rei Ghidorah[2]

## Producció

### Escriptura
És una creença molt comuna que Kaijū Sōshingeki es va crear com a gran final de la sèrie Godzilla. No obstant això, el primer esborrany del guió es va lliurar el 22 de novembre de 1967, abans que El fill de Godzilla s'hagués publicat el desembre d'aquell mateix any. El director d'efectes especials, Sadamasa Arikawa, va assenyalar que Toho podria acabar amb la sèrie Godzilla, ja que "el productor Tanaka pensava que totes les idees s'havien acabat".
Diverses fonts afirmen que la pel·lícula es va anunciar juntament amb El fill de Godzilla, possiblement com un projecte competidor. La inspiració de Toho per a la seva gran obra de monstres va ser probablement el Monster Boom de 1967 amb diversos estudis de cinema llançant moltes pel·lícules kaiju en aquell moment. Com ara, Uchū Daikaijū Girara (Shochiku), Daikaijû kûchûsen: Gamera tai Gyaosu (Daiei), Daikyojū Gappa (Nikkatsu), King Kong Escapes ([ [Toho]), El fill de Godzilla (Toho), el programa de televisió Urutora Sebun (Tsuburaya Productions) i dues pel·lícules de monstres de Corea del Sud, Daekoesu Yonggari i Space Monster Wangmagwi.
La pel·lícula va ser escrita per Takeshi Kimura i Ishirō Honda, convertint-se en la primera pel·lícula de Godzilla des que Godzilla contraataca no escrita per Shinichi Sekizawa. Takeshi Kimura s'acredita al pseudònim de Kaoru Mabuchi als crèdits de la pel·lícula. El guió de Kimura i Honda va desenvolupar el concepte de Monsterland (anomenada Monster Island en futures pel·lícules).
El primer guió, escrit per Kimura el 1967, es titulava Kaiju Chūshingura (怪獣忠臣蔵). (La paraula chushingura es refereix a una famosa història històrica al Japó sobre la rebel·lió de 47 samurais que es va venjar després que el seu amo es va veure obligat injustament a suïcidar-se). Suposadament, en aquesta versió, s'havia d'incloure tots els monstres de l'arsenal de Toho, fins i tot King Kong, Sanda i Gaira. En una entrevista amb David Miller, Ishiro Honda fins i tot va dir: "La idea original era mostrar tots els monstres". Aquesta afirmació està oberta a la interpenetració del que realment significa "tots els monstres".
El primer guió inicial, titulat preliminarment Kaijū Sōshingeki Meirei (怪獣総進撃命令), de Kaoru Mabuchi (Takashi Kamura) es va presentar el 22 de novembre de 1967, incloïa una llista confirmada de Mothra (z larva), King Ghidorah, Rodan, Baragon, Varan, Kumonga, Manda, Maguma i Ebirah. Tot funciona igual que a la pel·lícula acabada, excepte que Maguma i Baragon guarden la base de Kilaak i que Baragon ataca París. A més, en aquesta iteració, Varan i Rodan treballen conjuntament per atacar el rei Ghidorah a la batalla final.
Quan es va decidir adaptar Two Godzillas!: Japan SOS (una versió anterior d'El fill de Godzilla), el guió es va arxivar per a l'any vinent, aleshores els drets de Kong ja havien caducat. Ishiro Honda també volia mostrar colònies lunars i nous monstres híbrids, els resultats del mestissatge i l'empalmament genètic. També volia aprofundir en l'agricultura submarina per alimentar els monstres. Però per limitacions pressupostàries no va poder mostrar tot això. En els guions posteriors, també es va reduir el nombre de monstres.

### Filmació
El director Ishiro Honda estava fascinat pel concepte de "granja de monstres", en particular la idea de com la humanitat podria alimentar-los. Va assenyalar que es necessitaria una "gran quantitat de proteïnes" i va preveure la clonació juntament amb l'agricultura submarina per aconseguir-ho. No obstant això, malgrat la fascinació del director per aquest concepte, la pel·lícula final hi dedica molt poc temps fora de la breu introducció a Monsterland i que mostra a Rodan fent un banquet amb un dofí. El director lamenta que de la idea complexa original només va sobreviure la "idea bàsica d'[una] Monster Island".
Com que la pel·lícula té diversos monstres que tornen contínuament a les pel·lícules, la ubicació es va desenvolupar per ser una illa llunyana on els monstres es pacifiquen. La sèrie Godzilla dins del seu univers, com existeixen criatures com Manda (d'Atragon) i Varan (Daikaijū Baran). La pel·lícula inclou imatges de San Daikaijū: Chikyū Saidai no Kessen (1964), concretament l'escena del naixement ardent de rei Ghidorah.
Com amb Godzilla vs. The Sea Monster (1966), Teisho Arikawa va ser el veritable director d'efectes especials de la pel·lícula, tot i que Eiji Tsuburaya n’és acreditat. No obstant això, Tsuburaya va tenir més un paper de supervisor pel que fa als efectes especials.
Durant l'atac del monstre a Tòquio, hom pot veure a Godzilla trepitjar un model de grua de construcció. Mirant enrere, Haruo Nakajima ho va fer perquè estava molt preocupat perquè pogués ensopegar amb ell i caure. Es va penedir d'haver-ho fet, ja que l'hauria d'haver fet fora del camí, ja que no era una cosa semblant a un monstre.
L'Eiji Tsuburaya sempre rebia cartes de nens demanant veure un monstre real. Així doncs, va organitzar que Toho convides a l'estudi uns 100 nens de primer grau. Al Japó, l'entrada a l'escola primària implica una cerimònia especial per donar la benvinguda als nens, de manera que aquest grup afortunat va poder veure tots els monstres del plató en lloc de suportar els discursos habituals avorrits dels funcionaris de l'escola. El 26 de març de 1968, els nens es van reunir al Mt Fiji ambientat a l'etapa 11 i van ser entretinguts pels 11 monstres i també van ser rebuts per les estrelles Akira Kubo i Jun Tazaki.
A la primavera de 1968, mentre Kaijū Sōshingeki estava en producció, l'Imperial Theatre de Londres posava en escena una producció «Oliver» a Tòquio i una de les estrelles infantils conegudes només com Michael era un gran fan de Godzilla i volia visitar Toho. Però no va poder perquè el seu compromís amb l'obra no li ho permetia. Així, Toho el va sorprendre amb la visita dels monstres i l'actriu Yukiko Kobayashi.
A la batalla climàtica al mont Fuji, Haruo Nakajima va voler que Godzilla reprengués el seu salt de Invasion of Astro Monster (1965), però Ishiro Honda el va eliminar de la pel·lícula final.

### Efectes especials
Es van construir nous vestits de monstre per a Godzilla i Anguirus per a la pel·lícula, mentre que els vestits de Rodan, Kumonga, Minilla, Gorosaurus, Manda, Baragon, Mothra i King Ghidorah es van modificar de les pel·lícules anteriors, i King Ghidorah tenia menys detalls que en pel·lícules anteriors.
Hi havia 3 escales diferents del Moonlight SY-3 creat o la pel·lícula. El més gran feia 1 metre (3 peus) de llarg i s'utilitzava principalment per trets de la nau espacial volant a través de la superfície de la lluna, aterrant i sortint, i per la batalla amb el Drac de Foc (OVNI). El nucli del model era de fusta massissa amb detalls superficials de fusta de balsa i fibra de vidre modelada amb massilla i pintura utilitzada per dissimular la veta de la fusta i les costures. Aquest model tenia ales plegables, tren d'aterratge fictici i motors totalment encesos. Es va fer una versió de 50 cm per utilitzar-la per a l'etapa de reforç i una versió de 30 cm per a tirs en perspectiva. Les dues versions més petites estaven fetes de fusta de balsa cobertes de massilla i pintura.
Per a l'escena en què Gorosaurus surt del terra sota l'Arc de Triomf, el terra del conjunt es trobava a sis peus i mig sobre el terra amb l'arc construït al damunt. Es va introduir un carretó elevador sota el plató i el monstre es va posar al carretó elevador. Després van aixecar el monstre des del terra aixecant el carretó elevador.
La trampa de foc posada pels Kilaak per atrapar el Moonlight SY-3 utilitzava llançaflames reals. Es van utilitzar materials ignífugs a les parets de roca del cràter.

## Estrena

### Taquilla
Kaijū Sōshingeki es va llançar al Japó l'1 d'agost de 1968 on va ser distribuït per Toho. Es va estrenar en doble cartell amb una reedició de la pel·lícula Atragon. La pel·lícula tenia un pressupost d'aproximadament 200.000.000 iens i va rebre una assistència de 2.580.000. La pel·lícula es va reeditar als cinemes al Japó el 1972, on va ser reeditada per Honda amb una durada de 74 minuts i es va estrenar amb el títol Godzilla: Lightning Fast Strategy (ゴジラ電撃大作戦, Gojira Dengeki Daisakusen). Kaijū Sōshingeki va continuar amb la caiguda de la venda d'entrades al Japó per la sèrie Godzilla, guanyant 2,6 milions en venda d'entrades. En comparació, Kaijū Daisensō va obtenir 3,8 milions i El fill de Godzilla va recaptar 2,5 milions.

### Versió als EUA
La pel·lícula va ser estrenada als Estats Units per American International Pictures amb un doblatge en anglès el 23 de maig de 1969. La pel·lícula es va estrenar als Estats Units a Cincinnati. American International Pictures va contractar Titra Studios per doblar la pel·lícula a l'anglès. La versió americana de la pel·lícula es manté relativament a prop de l'original japonès. Entre els elements eliminats més notables destaquen el tema del títol d'Akira Ifukube i una breu foto de Minilla protegint-se els ulls i agafant-se quan el rei Ghidorah deixa caure Anguirus del cel. Kaijū Sōshingeki es va mostrar a la televisió nord-americana fins a principis dels anys vuitanta. Va ressorgir a l'emissió per cable al Sci-Fi Channel el 1996.

### Mitjans domèstics
Kaijū Sōshingeki fou llançada en VHS per ADV Films el 1998 que presentava diàlegs doblats a l'anglès de la versió internacional de la pel·lícula de Toho. El 2011, Tokyo Shock va llançar la pel·lícula en DVD i Blu-ray i el 2014 la companyia la va tornar a estrenar a DVD i Blu-ray. El 2019, la versió japonesa i la versió en anglès d'exportació es van incloure en una caixa Blu-ray llançat per Criterion Collection, que incloïa les 15 pel·lícules de l'era Shōwa.
El 2021, Toho va estrenar una remasterització 4K de la pel·lícula al Nippon Classic Movie Channel, juntament amb set altres pel·lícules de Godzilla també remasteritzades en 4K. La pel·lícula es va reduir a escalada a 2K per la seva emissió.

### Resposta crítica
A partir de ressenyes contemporànies, tant Variety com Monthly Film Bulletin van assenyalar que les millors escenes de la pel·lícula implicaven els monstres junts, alhora que criticaven la realització de la pel·lícula. Variety va revisar la versió doblada a l'anglès de la pel·lícula afirmant que pot agradar als "addictes a la ciència-ficció i als aficionats als monstres" mentre afirmava que "la trama està a nivell de còmics, els efectes especials depenen de les evidents miniatures i l'actuació (humana) és de l'escola de Flash Gordon" i que la força de la pel·lícula depenia del seu "ral·li de monstres". El Monthly Film Bulletin opinava que "el treball del model és pobre i, com és habitual, el guió és una tira còmica juvenil". Les dues ressenyes van esmentar l'escena final dels monstres amb Variety comentant que era "intel·ligent" i el Monthly Film Bulletin afirmant que "a part de [els monstres] devastació estatutària de les capitals mundials […] els monstres tenen molt poc a fer fins que es reuneixen a l'últim rodet per a una batalla esplèndida" El Monthly Film Bulletin va comentar que la pel·lícula valia "gairebé la pena passar per les banalitats per l'enfrontament final al mont Fuji" observant el fill de Godzilla "aplaudint entranyablement des d'una distància de seguretat" i "els monstres victoriosos fent un ball de celebració".
A partir de ressenyes retrospectives, Steve Biodrowski de Cinefantastique va comentar que la pel·lícula "és massa prima en la seva història, massa fina en les seves caracteritzacions, per ser considerada una pel·lícula realment genial […] Però pels deu anys que viu dins de tots nosaltres, és un entreteniment del tipus més impressionant." Matt Paprocki de Blogcritics va dir que la pel·lícula està "lluny de ser perfecta" i "de vegades pot ser francament avorrida", però va considerar que "les escenes de destrucció compensen tota la resta" i "la batalla final és d’una èpica que simplement no es pot igualar".
La pel·lícula es considera una de les preferides de culte entre els fans de la franquícia Godzilla. En el llibre de Steve Ryfle i Ed Godziszewski del 2017 que cobreix la filmografia d’Ishiro Honda expressen que Kaijū Sōshingeki ara es veu com l’ "última entrada veritablement animada" a la sèrie inicial de pel·lícules "kaiju" de Toho, a causa de "la seva història audaç i senzilla, una recompensa de monstres i destrucció i una banda sonora memorable d'Akira Ifukube".
Godzilla del director Gareth Edwards ja va expressar interès a fer una seqüela de la seva pel·lícula de 2014 inspirada en Kaijū Sōshingeki.